# Dudhi
Dudhi é uma cidade e uma nagar panchayat no distrito de Sonbhadra, no estado indiano de Uttar Pradesh.

## Geografia
Dudhi está localizada a 24° 13′ N, 83° 15′ L. Tem uma altitude média de 213 metros (698 pés).

## Demografia
Segundo o censo de 2001, Dudhi tinha uma população de 11,606 habitantes. Os indivíduos do sexo masculino constituem 54% da população e os do sexo feminino 46%. Dudhi tem uma taxa de literacia de 67%, superior à média nacional de 59.5%: a literacia no sexo masculino é de 74% e no sexo feminino é de 58%. Em Dudhi, 17% da população está abaixo dos 6 anos de idade.